# コンスタンチン・ノボセロフ
コンスタンチン・ノボセロフ（コンスタンチン・セルゲーエヴィチ・ノヴォショーロフ 露: Константин Сергеевич Новосёлов：1974年8月23日 - ）は、イギリス在住のロシア人物理学者である。
アンドレ・ガイムとのグラフェンの研究で有名である。この研究で両人は2010年ノーベル物理学賞を受賞した。ノボセロフは1973年のブライアン・ジョセフソン以来、最も若いノーベル物理学賞受賞者である。
2011年に王立協会のフェローに選出され、マンチェスター大学のメゾスコピック研究グループの一員となっている。ノボセロフはERC Starting Grantをヨーロッパ研究評議会からもらっている。

## 生い立ち
ノボセロフは1974年、ニジニ・タギルでロシア人の家庭に生まれた。モスクワ物理工科大学を卒業した。2004年にオランダのナイメーヘン大学よりPh.D.を取得。2001年に指導教員であったアンドレ・ガイムとマンチェスター大学に移籍した。
現在ロシアとイギリスの市民権を所持している。

## 研究論文
ノボセロフは60以上の査読付研究論文を発表している。メゾスコピック超伝導(ホール磁場測定)、磁壁の素粒子的運動、ヤモリテープの発明、グラフェンなどである。

## 受賞
- 2008年 EPS欧州物理学賞。"単一で独立の炭素原子層(グラフェン)の発見とその特筆すべき電気特性の解明"[13]
- 2008年  トムソン・ロイター引用栄誉賞。ガイムと共同受賞。
- 2010年 ノーベル物理学賞。ガイムと共同受賞。"二次元物質グラフェンにかかわる先駆的な実験"[2]。
- 2013年 リーバーヒューム・メダル